# Viktor Rossi
Viktor Rossi (født 31. oktober 1968 i Bern) er en schweizisk politiker og tidligere embedsmand, der siden januar 2024 har været Schweiz' forbundskansler. Fra 2019 frem til udnævnelsen til forbundskansler var han vicekansler. Han repræsenterer Grünliberale Partei. 

## Biografi
Rossi er søn af forældre, der kom til Schweiz som sæsonarbejdere i 1950'erne,  gik i folkeskolen og gymnasiet i Bern, blev udlært kok i 1987 og gik på handelsgymnasiet på privatskolen Humboldtianum i Bern frem til 1990. I 1996 afsluttede han sine økonomistudier ved universitetet i Bern med et diplom som lærer i økonomi og jura (mag.rer.pol.). I 2015 færdiggjorde han en diplomuddannelse i jura fra universitetet i Bern.
Efter at have afsluttet sine studier underviste han på en handelsskole i Biel indtil han i 1999 blev rektor for skolen. Samtidig var han vicepræsident for handelsskolerektorerne i Bern fra 2004 til 2009. I 2009 blev han formand for organisationen.
Rossi blev ansat i forbundskancelliet i oktober 2010 som sektionsleder. 
I december 2018 valgte Forbundsrådet ham som vicekansler. Rossi tiltrådte den 1. maj 2019 og stod derefter i spidsen for Forbundsrådets afdeling af Forbundskancelliet. 30. oktober 2023 nominerede Grünliberale Partei ham til embedet som forbundskansler. 
13. december 2023 blev han valgt som ny forbundskansler fra 2024. I anden afstemningsrunde fik han 135 stemmer fra forbundsforsamlingen. Han er den første dobbelte statsborger (Schweiz og Italien) på posten, og også den første repræsentant for Grünliberale Partei.
Viktor Rossi er flersproget: Ud over sine modersmål tysk (skrevet tysk og dialekt) og italiensk, taler han fransk og engelsk. Han er gift og har to voksne døtre. 